# Clásico Joven

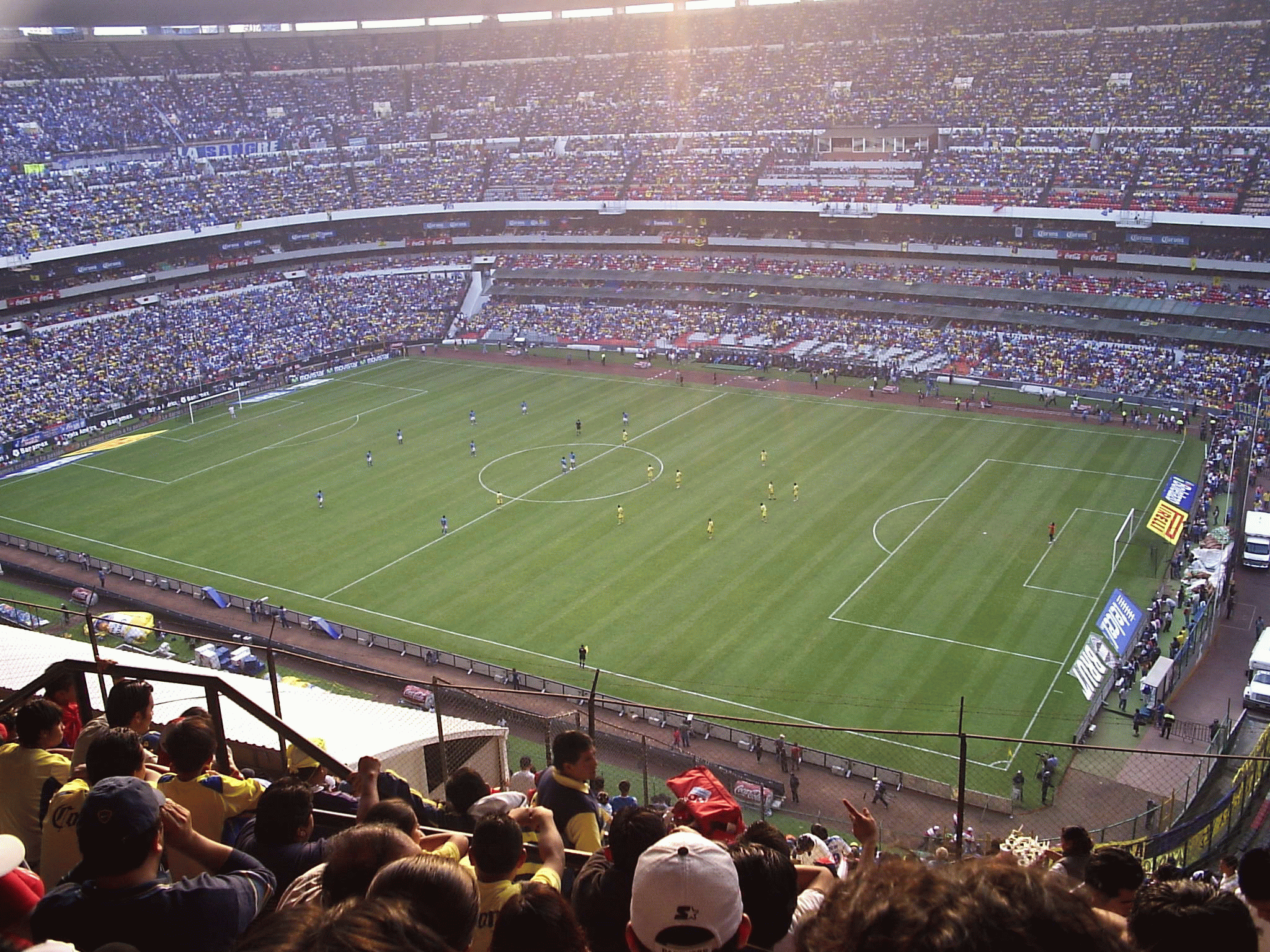
Szene aus einem Clásico Joven im Aztekenstadion, der am 6. November 2005 mit einem 1:0-Sieg des Club América endete.

Ticket eines Cláscio Joven aus der Saison 1986/87, den Cruz Azul mit 2:1 gewann.

Clásico Joven (deutsch Junger Klassiker) ist die Bezeichnung für das Stadtderby zwischen den in Mexiko-Stadt beheimateten Fußballvereinen Club América und Cruz Azul. Während der im Besitz des Mediengiganten Televisa befindliche Club América als „Bonzenklub“ verschrien ist und eher mit der Oberschicht in Verbindung gebracht wird, liegen die Ursprünge des Club Deportivo Social y Cultural Cruz Azul als Betriebssportgemeinschaft in der gleichnamigen Zementfabrik. Dementsprechend werden die Cementeros traditionell mit der Arbeiterklasse in Verbindung gebracht und genießen die höchsten Sympathiewerte in den ärmeren Bevölkerungsschichten.

## Geschichte
Im Gegensatz zum 1916 gegründeten Club América und allen anderen Vereinen, die bisher Erstligafußball in die Hauptstadt von Mexiko gebracht haben, liegen die Ursprünge von Cruz Azul nicht in der Hauptstadt, sondern in dem kleinen Ort Jasso (heute Ciudad Cooperativa Cruz Azul) im Bundesstaat Hidalgo, der sich etwa 50 km nördlich von Mexiko-Stadt befindet.
Obwohl der CD Cruz Azul bereits 1927 gegründet wurde, war er bis in die frühen 1960er Jahre absolut bedeutungslos. Seine Profigeschichte begann erst 1961 mit dem Einstieg in die Segunda División, die damals noch den Rang einer zweiten Liga einnahm. Bereits drei Jahre später gelang Cruz Azul die Meisterschaft und der damit verbundene Aufstieg in die erste Liga, der der Verein seither angehört. Fünf Jahre später gewann Cruz Azul in der Saison 1968/69 erstmals die mexikanische Fußballmeisterschaft, dem 1969/70 ein zweiter Platz und im Torneo México 70 ein weiterer Meistertitel folgten. Weil der einwohnerschwache Ort Jasso mit seinem relativ kleinen Estadio 10 de diciembre dem aufstrebenden Verein kein hohes Zuschauerpotential ermöglichte, verzog der Verein vor der Saison 1971/72 in die Hauptstadt, wodurch er in direkte Konkurrenz zum dort ansässigen Club América trat. Damit nicht genug, gewann Cruz Azul an seiner neuen Wirkungsstätte auf Anhieb drei weitere Titel in Serie (1971/72, 1972/73 und 1973/74). Bis zur Saison 1979/80 hatte Cruz Azul insgesamt siebenmal die Meisterschaft gewonnen und war somit ebenso erfolgreich wie die Mannschaft von Chivas Guadalajara im Zeitraum zwischen 1956/57 und 1964/65. Weil das Spiel zwischen América und Chivas bereits seit geraumer Zeit als Súper Clásico bezeichnet wurde, erhielt das Duell zwischen den beiden Nachbarvereinen nunmehr die Bezeichnung Clásico Joven.

## Derbybilanz
Einschließlich des letzten Derbys im Rahmen eines Freundschaftsspiels am 23. März 2024, das Cruz Azul 3:2 gewann, gab es bisher insgesamt 193 Begegnungen zwischen den beiden Mannschaften. 71 von ihnen gewann der Club América, während Cruz Azul 58 Derbys zu seinen Gunsten entscheiden konnte. 64 Spiele endeten unentschieden.
| Wettbewerb               | Spiele | AME | REM | CAZ | Tore AME | Tore CAZ |
| ------------------------ | ------ | --- | --- | --- | -------- | -------- |
| Primera División         | 120    | 40  | 46  | 34  | 180      | 162      |
| Liguilla                 | 033    | 15  | 09  | 09  | 045      | 035      |
| LIGA UND LIGUILLA        | 153    | 55  | 55  | 43  | 225      | 197      |
| Pokal                    | 014    | 08  | 03  | 03  | 023      | 013      |
| Andere offizielle Spiele | 05     | 01  | 02  | 02  | 07       | 07       |
| OFFIZIELLE SPIELE        | 172    | 64  | 60  | 48  | 255      | 217      |
| Privatspiele             | 021    | 07  | 04  | 10  | 032      | 033      |
| ALLE SPIELE              | 193    | 71  | 64  | 58  | 287      | 250      |

| Spiele: Spiele insgesamt |
| AME: Siege América       |
| REM: Remis               |
| CAZ: Siege Cruz Azul     |
| Tore AME: Tore América   |
| Tore CAZ: Tore Cruz Azul |

## Trainer beider Vereine
Der bedeutendste Trainer, der bei beiden Vereinen unter Vertrag stand, ist Raúl Cárdenas. Zunächst betreute er von 1967 bis 1975 den CD Cruz Azul und gewann mit ihm fünf Meistertitel. Anschließend stand er von 1975 bis 1979 beim Club América unter Vertrag und gewann mit ihm eine weitere Meisterschaft.
| Name des Trainers  | Nationalität | Zeit bei América | Meistertitel mit América | Zeit bei Cruz Azul                    | Meistertitel mit Cruz Azul                         |
| ------------------ | ------------ | ---------------- | ------------------------ | ------------------------------------- | -------------------------------------------------- |
| Raúl Cárdenas      | Mexiko       | 1975–1979        | 1 (1975/76)              | 1967–1975                             | 5 (19968/69, México 70, 1971/72, 1972/73, 1973/74) |
| Mario Carrillo     | Mexiko       | 2002, 2004–2005  | 1 (Clausura 2005)        | 2003                                  | 0                                                  |
| Manuel Lapuente    | Mexiko       | 2001–2002        | 1 (Verano 2002)          | 1988                                  | 0                                                  |
| Rubén Omar Romano  | Argentinien  | 2008             | 0                        | 2005                                  | 0                                                  |
| Luis Fernando Tena | Mexiko       | 2006–2007        | 0                        | 1995–1996, 1997–2000, 2004, 2014–2015 | 1 (Invierno 1997)                                  |

## Spieler, die mit beiden Vereinen Meister wurden
Aufgrund der Vielzahl der Spieler, die das Trikot beider Vereine trugen, werden in der nachstehenden Tabelle nur jene Spieler aufgeführt, denen es gelang, mit beiden Vereinen den Meistertitel zu gewinnen. Mit insgesamt sechs Titeln am erfolgreichsten waren Carlos Hermosillo (fünfmal mit América und einmal mit Cruz Azul) und Horacio López (fünfmal mit Cruz Azul und einmal  mit América). Der einzige Spieler, der mit beiden Vereinen je zwei Meistertitel gewann, ist Adrián Camacho.
| Name des Spielers    | Nationalität | Zeit bei América | Meistertitel mit América                         | Zeit bei Cruz Azul | Meistertitel mit Cruz Azul                      |
| -------------------- | ------------ | ---------------- | ------------------------------------------------ | ------------------ | ----------------------------------------------- |
| Adrián Camacho       | Mexiko       | 1986–1989        | 2 (1987/88, 1988/89)                             | 1977–1986          | 2 (1978/79, 1979/80)                            |
| Miguel Ángel Cornero | Argentinien  | 1974–1977        | 1 (1975/76)                                      | 1977–1982          | 2 (1978/79, 1979/80)                            |
| Carlos Hermosillo    | Mexiko       | 1983–1989        | 5 (1983/84, 1984/85, Prode 85, 1987/88, 1988/89) | 1992–1998          | 1 (Invierno 1997)                               |
| Horacio López        | Mexiko       | 1967–1971        | 1 (1970/71)                                      | 1971–1982          | 5 (1971/72, 1972/73, 1973/74, 1978/79, 1979/80) |
| Héctor Tapia         | Mexiko       | 1981–1984        | 1 (1983/84)                                      | 1976–1979          | 1 (1978/79)                                     |
| Cesáreo Victorino    | Mexiko       | 1975–1980        | 1 (1975/76)                                      | 1965–1973          | 4 (1968/69, México 70, 1971/72, 1972/73)        |